# Urus (chanson de Favé)
Pour les articles homonymes, voir Urus.
Urus est un single du rappeur Favé sorti le 12 octobre 2022. Il atteint la neuvième place du Top Singles pendant une semaine et est certifié disque de diamant,.

## Classements

### Classements hebdomadaires
| Classements (2022)                      | Meilleure position |
| --------------------------------------- | ------------------ |
| Belgique (Wallonie Ultratop 50 Singles) | 50                 |
| France (SNEP)                           | 9                  |
| Suisse (Schweizer Hitparade)            | -                  |

## Certifications
| Région                                                                                                 | Certification | Ventes/Streams |
| --- | ------------- | -------------- |
| France (SNEP)                                                                                          | Diamant       | 50 000 000*    |
| *Ventes selon la certification ^Mise en rayon selon la certification xNon précisé par la certification |               |                |